# Philodromus barmani
Philodromus barmani är en spindelart som beskrevs av Benoy Krishna Tikader 1980. Philodromus barmani ingår i släktet Philodromus och familjen snabblöparspindlar. Inga underarter finns listade i Catalogue of Life.